# Elecciones federales de Canadá de 1953
Las elecciones federales canadienses de 1953 se llevaron a cabo el 10 de agosto para elegir a los miembros de la Cámara de los Comunes de Canadá del 22.º Parlamento de Canadá. El primer ministro Louis St. Laurent llevó a su Partido Liberal de Canadá a su quinto gobierno de mayoría consecutiva, aunque el partido perdió escaños frente a los otros partidos.
El Partido Conservador Progresista, dirigido por el ex primer ministro de Ontario, George Drew, formó la oposición oficial.